# П'ятигорський краєзнавчий музей
П'ятиго́рський краєзна́вчий музе́й  — один з найстаріших музейних закладів на Ставропіллі й усьому Північному Кавказі.

## Історія
Відкрито 4 червня 1903 року. Музей заснований Кавказьким гірським суспільством у П'ятигорську, потім був губернським, міським, крайовим, регіональним (міжрайонним) на Кавмінводах, муніципальним, а зараз — державною установою культури Ставропольського краю.
Перша музейна виставка відкрилася в 1905 році. У 1906 р. Кавказьке гірське товариство отримало право проводити археологічні розкопки на Північному Кавказі, що сприяло наповненню археологічних фондів музею. У той час до складу музею включили й експонати найстарішого на Північному Кавказі музею старожитностей просто неба (заснований у 1850 р.).
У 20-ті роки XX століття музей перейшов у відання Північно-Кавказького інституту краєзнавства. Тоді музею передали полотна російських і зарубіжних художників XVIII—XIX століть: І. І. Шишкіна, О. К. Саврасова, О. П. Боголюбова, К. Тройона.
З 60-х років XX століття при музеї працювала археологічна експедиція. Завдяки розкопкам у 1964 р. у музеї опинилися раритетні експонати: череп і фрагменти скелета південного слона.
Останні 50 років музей розташовується в частині історичної будівлі — пам'ятки початку XX ст. регіонального значення колишньому готелі Михайлова — першого санаторію на Кавказьких Мінеральних Водах (1904) в курортній частині міста за адресою пр. Кірова, 25/ вул. Братів Бернардацці, 2.

## Фонди
У 1961 р., коли музей в'їхав у своє нинішнє приміщення, його фонди становили менш як 25 тисяч одиниць зберігання. Зараз в його більш ніж 130-тисячному зібранні є експонати ранньої колекції КДО, унікальні кам'яні пам'ятники з першого на Північному Кавказі музею старожитностей просто неба (1850—1881 рр.). Володіє археологічними, нумізматичними, мінералогічними, палеонтологічними, зоологічними, ботанічними, історико-документальними та іншими колекціями й експонатами, пов'язаними не тільки з П'ятигорськом і Кавмінводами, але й іншими сусідніми і віддаленими територіями Північного Кавказу, Росії, зарубіжних країн. Багато особистих фондів заслужених п'ятигорчан. Зберігаються та експонуються збори декоративно-прикладного мистецтва, предметів етнографії багатонаціонального регіону — міського, селянського, козацького і горського побуту XIX — початку XX ст., рідкісні зразки холодної та вогнепальної зброї XVII—XX ст., художні полотна російських і зарубіжних художників XVIII—XXI ст., колекції рідкісних книг, листівок, документів і фотографій XIX — початку XXI ст. та ін.
На початок 2018 р. у колекціях музею було 135 638 експонатів, серед них 99 840 одиниць основного фонду.

## Діяльність
Працює наукова бібліотека з кавказознавства, що містить понад 17 тисяч книжок та періодичних видань. Експозиція складається з кількох стаціонарних тематичних і виставкових залів: природи та археології, історії міста-курорту, подій XX століття, картинної галереї. Постійно організовуються змінні виставки з власних фондів і залучених зборів (20 і більше на рік). Близько 40 співробітників музею проводять і забезпечують різноманітну культурно-освітню та наукову діяльність.